# Cecidophagula leeuwenii
Cecidophagula leeuwenii är en insektsart som först beskrevs av Heinrich Hugo Karny 1921.  Cecidophagula leeuwenii ingår i släktet Cecidophagula och familjen vårtbitare. Inga underarter finns listade i Catalogue of Life.